# Андрогінність

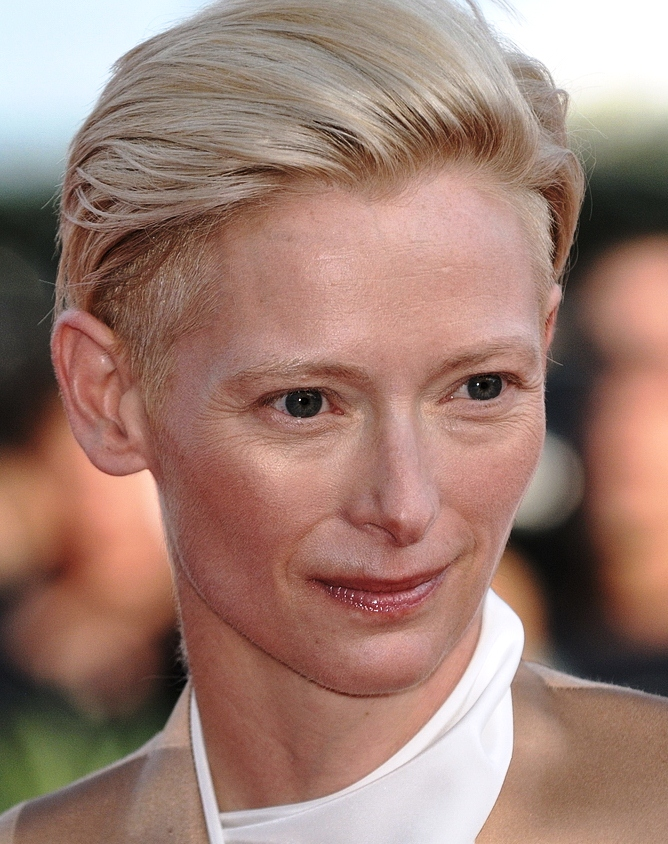
Тільда Свінтон завдяки андрогінній зовнішності грає значно ширший спектр ролей

Андрогі́нність (дав.-гр. άνδρας — чоловік і дав.-гр. γυνή — жінка) — одночасна присутність в однієї людини стереотипних для певного суспільства ознак чоловіка і жінки (необов'язково у рівній мірі). Розрізняють психологічну андрогінність, яка проявляється у поведінці та виявляється у високих показниках одночасно за шкалами маскулінності і фемінності; іміджеву андрогінність, яка є поєднанням у зовнішньому вигляді чоловічих і жіночих рис. У ряді досліджень андрогінність розглядають як окрему область гендерного континууму.
Андрогінність не слід змішувати з гермафродитизмом — наявністю морфологічних ознак обох статей.

## Андрогін
Андрогін — людина, яка не підходить під визначення ані маскулінної, ані фемінної гендерної ролі, що сформувалася в тому суспільстві, де вона знаходиться. Багато андрогінів ідентифікують себе як безстатевих або ж як таких, що ментально знаходяться між чоловіком та жінкою.
За деякими дослідженнями, андрогінні люди можуть почувати себе впевненіше і як незалежні й енергійні (маскулінні риси), і як сердечні, піклувальниці й лагідні (фемінні риси), залежно від ситуації, і, отже, є гнучкішими щодо різних ситуацій.
Раніше слово «андрогін» використовувалося як синонім слова «гермафродит». Зокрема, стародавні греки розуміли андрогінність як присутність чоловічих і жіночих ознак в одному організмі. Зараз, переважно завдяки роботам Сандри Бем, термін «андрогінність» описує швидше психосоціальні, ніж фізіологічні або анатомічні характеристики.

## Андрогінність у культурі

### Світ моди
- Андреа Пежич — австралійська модель сербсько-хорватського походження. Бере участь у показах як чоловічих, так і жіночих колекцій відомих будинків моди. Прославилася насамперед завдяки своїй надзвичайній андрогінності. 2011 року увійшла одночасно в список «50 Чоловічих Топмоделей» та в список 100 найкрасивіших жінок світу. В липні 2014 року заявила, що пройшла процедури з корекції статі.
- Фрея Беха Еріксен — данська топмодель. За андрогінність та татуювання її прозвали «rebel girl» («бунтарка»).
- Омахіра Мота[ru] — домініканська топмодель і акторка. Знаменита тим демонстрацією на показах як жіночого, так і чоловічого одягу. Відома завдяки відвертому андрогінному, панківському вигляду. 2001 року увійшла у список найкрасивіших людей за версією журналу People.

### Кіно
- Андрогінна зовнішність Тільди Свінтон дозволила їй знятися у фільмі «Орландо (фільм)», де вона грає як чоловічу, так і жіночу ролі[4].
- Гіларі Свонк зіграла в «Хлопці не плачуть (фільм, 1999)» дівчину, що успішно видає себе за хлопця, і отримала за цю роль Оскар.
- Гленн Клоуз грає головну роль у фільмі «Таємничий Альберт Ноббс[ru]», де її героїня впродовж 30 років видає себе за чоловіка.

### В літературі
- У романі Стругацьких «Готель „У загиблого альпініста“» є героїня Брюн, зі статтю якої протягом довгого часу ніяк не може визначитися герой-оповідач.
- «Сага про Форкосіганів» Лоїс Макмастер Буджолд — бетанські гермафродити (також бетанські андрогіни), штучно створений підвид людини, представники якого володіють як жіночими, так і чоловічими функціональними геніталіями одночасно, і не мають вираженого статевого диморфізму. Зовнішність андрогінна, у всіх представників виражені молочні залози.
- «Ліва рука пітьми» — роман американської письменниці-фантастки Урсули Ле Ґуїн. Роман присвячений опису світу далекої планети Зима, або Гетен, жителі якої є андрогінними.
- В романах Поппі З. Брайт «Загублені душі» і «Малюнки на крові» головні герої — андрогінні.
- В циклах романів Кодзі Судзукі «Дзвінок», «Спіраль» героїня та винуватиця всіх жахіть, що відбуваються з людьми через відеокасету, дівчина, яка у фільмі «Дзвінок» з'являлася з колодязя, а потім і з телевізора, була андрогінною. У фільмі такого не вказували.

### Аніме та манга
Андрогінні персонажі дуже часто з'являються в аніме та манзі через те, що жіночність в зовнішності вважається у японців ознакою краси. Також в аніме та манзі часто трапляються випадки перевдягання чоловічих персонажів в жіночий одяг, наприклад, в аніме Minami-ke. В аніме Naruto андрогінність героя Хаку настільки сильна, що деякі герої серіалу не могли визначити, хлопець він чи дівчина. В аніме Steins;Gate персонаж Рукако Урусібара, що має чоловічу стать, виявляв андрогінні ознаки. В аніме «Детектив-перевертень Інаба» — Юта Сасакі, «Співаючий принц: реально 1000% любов» — Рінго Цукімія, «Данганронпа» — Фуджісакі Тихиро.

### Музика

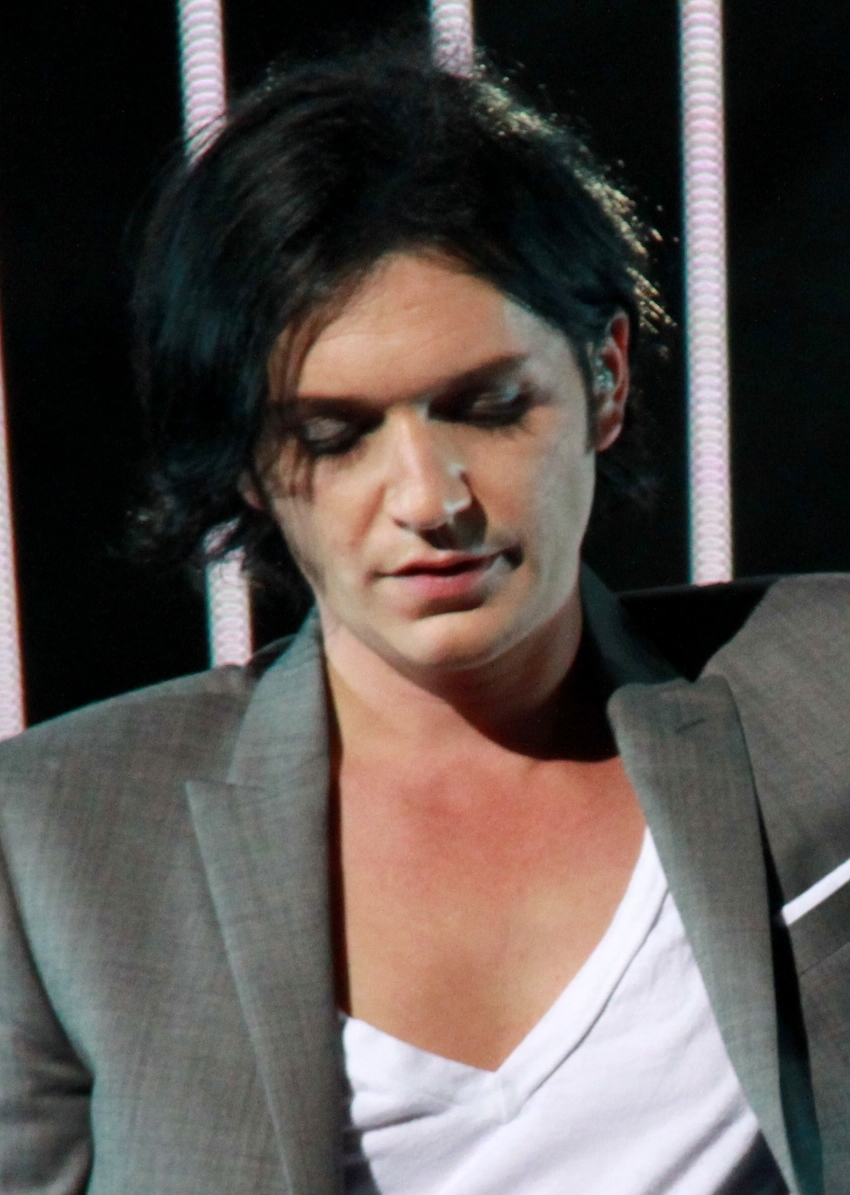
Браян Молко, соліст гурту Placebo, відомий своїм андрогінним образом

- За часів глем-року 1970-х багато музикантів, серед них Енні Леннокс, Девід Бові, Еліс Купер, Марк Болан, Стів Перрі, одягалися на андрогінний манер.
- Пісня та відео гурту Garbage під назвою Androgyny.
- Браян Молко, вокаліст рок-гурту Placebo, відомий своїм андрогінним образом.
- Вокаліст британської групи Suede Бретт Андерсон робив на початку своєї кар'єри акцент на андрогінному вигляді.
- Засновник музичного напрямку індастріал (а згодом постіндастріал) Дженезіс Пі-Оррідж[en] вставив собі імплантати грудей, спираючись на теорію безстатевої еволюції, де чоловік буде жінкою, а жінка — чоловіком.
- Під впливом західних глем-рок гуртів в Японії в 80-х роках був винайдений стиль Visual Kei. Це напрям відомий завдяки культу жіночності в зовнішньому вигляді музикантів. Найвідоміші групи Visual Kei: X Japan, Dir En Grey, Malice Mizer, Luna sea.
- Німецький гурт Cinema Bizarre, російський гурт Akado також роблять акцент на андрогінність у своїх сценічних образах.
- Лідер гурту London After Midnight Шон Бреннан має андрогінну зовнішність.
- Соліст німецького рок-гурту Tokio Hotel Білл Кауліц раніше був відомий своїм екстравагантним андрогінним образом.
- Соліст російського гурту Otto Dix, Міхаель Драу
- Соліст фінського гурту HIM, Вілле Вало, відомий завдяки андрогінній зовнішності.
- Борис Апрєль — український співак-андрогін.